# Mecysmaucheniidae
Los mecismauquénidos (Mecysmaucheniidae) son una familia de arañas araneomorfas, que forman parte de la superfamilia Archaeoidea, junto a Pararcheidae, Archaeidae, Micropholcommatidae y Holarchaeidae.

## Distribución
La mayoría de géneros se encuentran en Sur América (Chile y Argentina), y dos géneros son endémicos de Nueva Zelanda. Se han encontrado 9 especies nuevas en Madagascar pero aún no han sido descritas.

## Sistemática
Con la información recogida hasta el 31 de diciembre de 2011, Mecysmaucheniidae cuenta con 25 especies descritas comprendidas en 7 géneros. La categoritzación en subfamilias sigue las propuestas Joel Hallan en su Biology Catalog.
Mecysmaucheniinae Simon, 1895
- Aotearoa Forster & Platnick, 1984 (Nueva Zelanda)
- Mecysmauchenioides Forster & Platnick, 1984 (Chile, Argentina)
- Mecysmauchenius Simon, 1884 (Chile, Argentina)
- Mesarchaea Forster & Platnick, 1984 (Chile)
- Semysmauchenius Forster & Platnick, 1984 (Chile)

Zearchaeinae Forster & Platnick, 1984
- Chilarchaea Forster & Platnick, 1984 (Chile, Argentina)
- Zearchaea Wilton, 1946 (Nueva Zelanda)